# Ла-Кодосера
Ла-Кодосера (ісп. La Codosera) — муніципалітет в Іспанії, у складі автономної спільноти Естремадура, у провінції Бадахос. Населення — 2320 осіб (2010).

## Географія
Муніципалітет розташований на португальсько-іспанському кордоні.
Муніципалітет розташований на відстані близько 330 км на південний захід від Мадрида, 40 км на північний захід від Бадахоса.
На території муніципалітету розташовані такі населені пункти: (дані про населення за 2010 рік)
- Бакоко: 110 осіб
- Ла-Кодосера: 1739 осіб
- Ель-Марко: 108 осіб
- Ла-Рабаса: 123 особи
- Ла-Тохера: 107 осіб
- Ла-Варсе: 29 осіб
- Ла-Вега: 104 особи

## Демографія
Динаміка населення (INE ):

## Галерея зображень

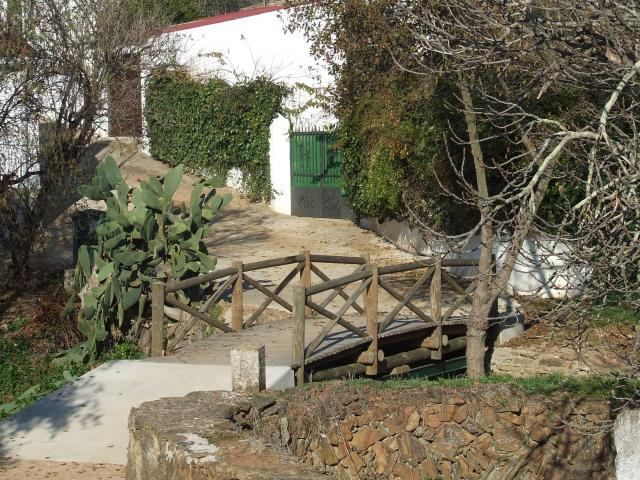
Міст через річку Абрілонго, на кордоні з Португалією